# Strolling Players
Strolling Players è un cortometraggio muto del 1909 diretto da Edwin S. Porter.

## Trama
Una compagnia di teatranti giunge in un villaggio e il signore del posto è colpito dal fascino della moglie dell'impresario della troupe, una bella signora le cui maniere eleganti e raffinate contrastano con i modi volgari del marito ubriacone.

## Produzione
Il film fu prodotto dalla Edison Manufacturing Company.

## Distribuzione
Distribuito dalla Edison Manufacturing Company, il film - un cortometraggio in una bobina - uscì nelle sale cinematografiche degli Stati Uniti il 23 marzo 1909.